# Deutsche Badmintonmeisterschaft/Herreneinzel
Deutsche Meisterschaften im Badminton werden in der Bundesrepublik seit 1953 ausgetragen. Folgend die Sieger und Platzierten im Herreneinzel.

## Sieger und Platzierte
| Jahr | Erster                                       | Zweiter                                      | Dritter                                     | Dritter                                     |
| ---- | -------------------------------------------- | -------------------------------------------- | ------------------------------------------- | ------------------------------------------- |
| 1953 | Hans Walbrück (1. DBC Bonn)                  | Hans Eschweiler (1. DBC Bonn)                | Paul Riegel (1. DBC Bonn)                   | Hans Riegel (1. DBC Bonn)                   |
| 1954 | Hans Walbrück (1. DBC Bonn)                  | Hans Eschweiler (1. DBC Bonn)                | Erich Rakowski (STC Blau-Weiß Solingen)     | Günter Ropertz (1. DBC Bonn)                |
| 1955 | Günter Ropertz (1. DBC Bonn)                 | Heinz Koch (STC Blau-Weiß Solingen)          | Hans Eschweiler (1. DBC Bonn)               | Erich Rakowski (STC Blau-Weiß Solingen)     |
| 1956 | Günter Ropertz (1. DBC Bonn)                 | Hans Eschweiler (1. DBC Bonn)                | Ralf Caspary (1. DBC Bonn)                  | Hans Walbrück (1. DBC Bonn)                 |
| 1957 | Ralf Caspary (1. DBC Bonn)                   | Günter Ropertz (1. DBC Bonn)                 | Hans Eschweiler (1. DBC Bonn)               | Heinz Koch (STC Blau-Weiß Solingen)         |
| 1958 | Walter Stuch (1. DBC Bonn)                   | Peter Knack (Biebricher BC)                  | Ralf Caspary (1. DBC Bonn)                  | Günter Ropertz (1. DBC Bonn)                |
| 1959 | Peter Knack (Biebricher BC)                  | Dieter Schramm (BC Düsseldorf)               | Günter Ropertz (1. DBC Bonn)                | Kurt Hennes (1. DBC Bonn)                   |
| 1960 | Ralf Caspary (1. DBC Bonn)                   | Dieter Schramm (BC Düsseldorf)               | Walter Stuch (1. DBC Bonn)                  | Peter Knack (Biebricher BC)                 |
| 1961 | Jens Wientapper (Hamburger FC 55)            | Ralf Caspary (1. DBC Bonn)                   | Jürgen Jipp (VfB Lübeck)                    | Kurt Jendroska (1. BSC Bottrop)             |
| 1962 | Kurt Jendroska (1. BSC Bottrop)              | Jens Wientapper (Hamburger FC 55)            | Klaus-Dieter Framke (1. Wiesbadener BC)     | Walter Stuch (1. DBC Bonn)                  |
| 1963 | Wolfgang Bochow (SG Blau-Gold Braunschweig)  | Jürgen Jipp (VfB Lübeck)                     | Friedhelm Wulff (VfL Bochum)                | Karl Breitkopf (1. BC Beuel)                |
| 1964 | Wolfgang Bochow (SG Blau-Gold Braunschweig)  | Friedhelm Wulff (VfL Bochum)                 | Franz Beinvogl (MTV München von 1879)       | Kurt Jendroska (1. BSC Bottrop)             |
| 1965 | Franz Beinvogl (MTV München von 1879)        | Siegfried Betz (MTV München von 1879)        | Wolfgang Bochow (SG Blau-Gold Braunschweig) | Willi Braun (TSV Ehmen)                     |
| 1966 | Wolfgang Bochow (1. DBC Bonn)                | Torsten Winter (1. Wiesbadener BC)           | Franz Beinvogl (MTV München von 1879)       | Willi Braun (VfL Wolfsburg)                 |
| 1967 | Wolfgang Bochow (1. DBC Bonn)                | Willi Braun (VfL Wolfsburg)                  | Franz Beinvogl (MTV München von 1879)       | Siegfried Betz (MTV München von 1879)       |
| 1968 | Wolfgang Bochow (1. DBC Bonn)                | Gerhard Kucki (1. BV Mülheim)                | Torsten Winter (1. Wiesbadener BC)          | Willi Braun (VfL Wolfsburg)                 |
| 1969 | Siegfried Betz (MTV München von 1879)        | Horst Lösche (1. BV Mülheim)                 | Torsten Winter (1. Wiesbadener BC)          | Karl-Heinz Garbers (1. BV Mülheim)          |
| 1970 | Wolfgang Bochow (1. DBC Bonn)                | Torsten Winter (PSV Grün-Weiß Wiesbaden)     | Horst Lösche (1. BV Mülheim)                | Heinz Wossowski (1. BV Mülheim)             |
| 1971 | Gerhard Kucki (1. BV Mülheim)                | Roland Maywald (1. BC Beuel)                 | Karl-Heinz Garbers (1. BV Mülheim)          | Michael Schnaase (SC Union 08 Lüdinghausen) |
| 1972 | Wolfgang Bochow (1. DBC Bonn)                | Michael Schnaase (SC Union 08 Lüdinghausen)  | Gerhard Kucki (1. BV Mülheim)               | Karl-Heinz Garbers (1. BV Mülheim)          |
| 1973 | Michael Schnaase (SC Union 08 Lüdinghausen)  | Horst Lösche (1. BV Mülheim)                 | Gerhard Kucki (1. BV Mülheim)               | Werner Dietz (TG Langendiebach)             |
| 1974 | Roland Maywald (1. BC Beuel)                 | Wolfgang Bochow (1. DBC Bonn)                | Michael Schnaase (SC Union 08 Lüdinghausen) | Gerhard Kucki (1. BV Mülheim)               |
| 1975 | Wolfgang Bochow (1. DBC Bonn)                | Roland Maywald (1. BC Beuel)                 | Michael Schnaase (SC Union 08 Lüdinghausen) | -                                           |
| 1976 | Michael Schnaase (1. BV Mülheim)             | Wolfgang Bochow (1. DBC Bonn)                | Karl-Heinz Zwiebler (1. BC Beuel)           | -                                           |
| 1977 | Michael Schnaase (1. BV Mülheim)             | Wolfgang Bochow (1. DBC Bonn)                | Roland Maywald (1. BC Beuel)                | Karl-Heinz Zwiebler (1. BC Beuel)           |
| 1978 | Michael Schnaase (1. BV Mülheim)             | Karl-Heinz Zwiebler (1. BC Beuel)            | Gerhard Kucki (1. BV Mülheim)               | Torsten Winter (PSV Grün-Weiß Wiesbaden)    |
| 1979 | Michael Schnaase (1. BV Mülheim)             | Karl-Heinz Zwiebler (1. BC Beuel)            | Georg Simon (TuS Wiebelskirchen)            | Horst Lösche (1. BV Mülheim)                |
| 1980 | Michael Schnaase (1. BV Mülheim)             | Karl-Heinz Zwiebler (1. BC Beuel)            | Ulrich Rost (STC Blau-Weiß Solingen)        | Fritz Hotze (SV Fortuna Regensburg)         |
| 1981 | Michael Schnaase (1. BV Mülheim)             | Ulrich Rost (STC Blau-Weiß Solingen)         | Hans-Georg Fischedick (Bottroper BG)        | Gerhard Treitinger (1. DBC Bonn)            |
| 1982 | Uwe Scherpen (FC Langenfeld)                 | Thomas Künstler (TV Mainz-Zahlbach)          | Rolf Rüsseler (SV Fortuna Regensburg)       | Karl-Heinz Zwiebler (1. BC Beuel)           |
| 1983 | Thomas Künstler (TV Mainz-Zahlbach)          | Uwe Scherpen (Schwarz-Weiß Köln)             | Harald Klauer (1. DBC Bonn)                 | Rolf Rüsseler (SV Fortuna Regensburg)       |
| 1984 | Thomas Künstler (TV Mainz-Zahlbach)          | Harald Klauer (1. DBC Bonn)                  | Uwe Scherpen (STC Blau-Weiß Solingen)       | Hans-Georg Fischedick (Bottroper BG)        |
| 1985 | Thomas Künstler (TV Mainz-Zahlbach)          | Harald Klauer (1. DBC Bonn)                  | Jürgen Gebhardt (TV Mainz-Zahlbach)         | Volker Renzelmann (VfL Wolfsburg)           |
| 1986 | Uwe Scherpen (FC Langenfeld)                 | Michael Ferlings (FC Bayer 05 Uerdingen)     | Rolf Rüsseler (SG Siemens Erlangen)         | Hans-Georg Fischedick (Bottroper BG)        |
| 1987 | Guido Schänzler (TTC Brauweiler 1948)        | Jürgen Gebhardt (TV Mainz-Zahlbach)          | Stephan Kuhl (TTC Brauweiler 1948)          | Gerhard Treitinger (SV Fortuna Regensburg)  |
| 1988 | Guido Schänzler (TTC Brauweiler 1948)        | Harald Klauer (1. DBC Bonn)                  | Volker Renzelmann (1. DBC Bonn)             | Hans-Georg Fischedick (Bottroper BG)        |
| 1989 | Guido Schänzler (TTC Brauweiler 1948)        | Volker Renzelmann (1. DBC Bonn)              | Stephan Kuhl (FC Langenfeld)                | Detlef Poste (1. DBC Bonn)                  |
| 1990 | Volker Renzelmann (TTC Brauweiler 1948)      | Markus Keck (SV Fortuna Regensburg)          | Hans-Georg Fischedick (Bottroper BG)        | Henner Sudfeld (1. BV Mülheim)              |
| 1991 | Henner Sudfeld (BC Eintracht Südring Berlin) | Michael Keck (SV Fortuna Regensburg)         | Markus Keck (SV Fortuna Regensburg)         | Detlef Poste (TTC Brauweiler 1948)          |
| 1992 | Detlef Poste (TTC Brauweiler 1948)           | Markus Keck (SV Fortuna Regensburg)          | Robert Neumann (FC Langenfeld)              | Michael Helber (TuS Wiebelskirchen)         |
| 1993 | Oliver Pongratz (FC Langenfeld)              | Volker Renzelmann (FC Bayer 05 Uerdingen)    | Thomas Berger (SSV Heiligenwald)            | Detlef Poste (FC Bayer 05 Uerdingen)        |
| 1994 | Oliver Pongratz (FC Langenfeld)              | Michael Helber (SV Fortuna Regensburg)       | Markus Keck (SV Fortuna Regensburg)         | Björn Siegemund (SV Fortuna Regensburg)     |
| 1995 | Oliver Pongratz (FC Langenfeld)              | Detlef Poste (SC Bayer 05 Uerdingen)         | Thomas Berger (SSV Heiligenwald)            | Volker Renzelmann (SC Bayer 05 Uerdingen)   |
| 1996 | Oliver Pongratz (FC Langenfeld)              | Detlef Poste (SC Bayer 05 Uerdingen)         | Marek Bujak (TuS Wiebelskirchen)            | Franz-Josef Müller (OSC Düsseldorf)         |
| 1997 | Oliver Pongratz (FC Langenfeld)              | Detlef Poste (SC Bayer 05 Uerdingen)         | Björn Decker (SSV Heiligenwald)             | Mike Joppien (FC Langenfeld)                |
| 1998 | Oliver Pongratz (FC Langenfeld)              | Marek Bujak (TuS Wiebelskirchen)             | Mike Joppien (FC Langenfeld)                | Andreas Wölk (FC Langenfeld)                |
| 1999 | Oliver Pongratz (Berliner SC)                | Mike Joppien (FC Langenfeld)                 | Marek Bujak (TuS Wiebelskirchen)            | Sören Bredenkamp (BV Gifhorn)               |
| 2000 | Björn Joppien (FC Langenfeld)                | Oliver Pongratz (Berliner SC)                | Jens Roch (PSV Ludwigshafen)                | Mike Joppien (FC Langenfeld)                |
| 2001 | Björn Joppien (FC Langenfeld)                | Ian Maywald (1. BC Beuel)                    | Jens Roch (PSV Ludwigshafen)                | Oliver Pongratz (PSV Grün-Weiß Wiesbaden)   |
| 2002 | Björn Joppien (FC Langenfeld)                | Jens Roch (PSV Ludwigshafen)                 | Conrad Hückstädt (EBT Berlin)               | Oliver Pongratz (PSV Grün-Weiß Wiesbaden)   |
| 2003 | Björn Joppien (FC Langenfeld)                | Jens Roch (PSV Ludwigshafen)                 | Marc Zwiebler (1. BC Beuel)                 | Conrad Hückstädt (EBT Berlin)               |
| 2004 | Björn Joppien (FC Langenfeld)                | Jens Roch (PSV Ludwigshafen)                 | Conrad Hückstädt (EBT Berlin)               | Andreas Wölk (FC Langenfeld)                |
| 2005 | Marc Zwiebler (1. BC Beuel)                  | Björn Joppien (FC Langenfeld)                | Conrad Hückstädt (SG EBT Berlin)            | Andreas Wölk (FC Langenfeld)                |
| 2006 | Björn Joppien (FC Langenfeld)                | Conrad Hückstädt (SG EBT Berlin)             | Andreas Wölk (FC Langenfeld)                | Dieter Domke (PSV Ludwigshafen)             |
| 2007 | Björn Joppien (FC Langenfeld)                | Roman Spitko (TuS Wiebelskirchen)            | Andreas Wölk (FC Langenfeld)                | Maurice Niesner (BV Gifhorn)                |
| 2008 | Marc Zwiebler (1. BC Beuel)                  | Björn Joppien (FC Langenfeld)                | Dieter Domke (SG EBT Berlin)                | Sebastian Schöttler (VfL 93 Hamburg)        |
| 2009 | Marc Zwiebler (1. BC Beuel)                  | Björn Joppien (FC Langenfeld)                | Kai Waldenberger (TV Refrath)               | Marcel Reuter (1. BC Bischmisheim)          |
| 2010 | Marc Zwiebler (1. BC Beuel)                  | Dieter Domke (1. BC Bischmisheim)            | Nikolaj Persson (TSV Trittau)               | Marcel Reuter (1. BC Bischmisheim)          |
| 2011 | Marc Zwiebler (1. BC Beuel)                  | Lukas Schmidt (PTSV Rosenheim)               | Dieter Domke (1. BC Bischmisheim)           | Marcel Reuter (1. BC Bischmisheim)          |
| 2012 | Marc Zwiebler (1. BC Beuel)                  | Dieter Domke (1. BC Bischmisheim)            | Lukas Schmidt (PTSV Rosenheim)              | Marcel Reuter (1. BC Bischmisheim)          |
| 2013 | Marc Zwiebler (1. BC Beuel)                  | Lukas Schmidt (1. BC Bischmisheim)           | Marcel Reuter (1. BC Bischmisheim)          | Sven Eric Kastens (SG EBT Berlin)           |
| 2014 | Lukas Schmidt (1. BC Bischmisheim)           | Marcel Reuter (1. BC Bischmisheim)           | Sven Eric Kastens (FC Langenfeld)           | Patrick Kämnitz (Horner TV)                 |
| 2015 | Marc Zwiebler (1. BC Bischmisheim)           | Fabian Roth (TV Refrath)                     | Lukas Schmidt (1. BC Bischmisheim)          | Alexander Roovers (1. BV Mülheim)           |
| 2016 | Marc Zwiebler (1. BC Bischmisheim)           | Fabian Roth (TV Refrath)                     | Lukas Schmidt (1. BC Bischmisheim)          | Alexander Roovers (1. BV Mülheim)           |
| 2017 | Fabian Roth (TV Refrath)                     | Marc Zwiebler (1. BC Bischmisheim)           | Lars Schänzler (TV Refrath)                 | Alexander Roovers (1. BV Mülheim)           |
| 2018 | Max Weißkirchen (1. BC Beuel)                | Kai Schäfer (SC Union 08 Lüdinghausen)       | Lars Schänzler (TV Refrath)                 | Alexander Roovers (1. BV Mülheim)           |
| 2019 | Max Weißkirchen (1. BC Beuel)                | Samuel Hsiao (1. BC Wipperfeld)              | Kai Schäfer (SC Union 08 Lüdinghausen)      | Lars Schänzler (TV Refrath)                 |
| 2020 | Max Weißkirchen (1. BC Beuel)                | Lars Schänzler (TV Refrath)                  | Niklas Niemczyk (STC Blau-Weiß Solingen)    | Samuel Hsiao (1. BC Wipperfeld)             |
| 2021 | Kai Schäfer (SV Fun-Ball Dortelweil)         | Fabian Roth (TV Refrath)                     | Max Weißkirchen (SC Union 08 Lüdinghausen)  | Matthias Kicklitz (Blau-Weiss Wittorf)      |
| 2022 | Kai Schäfer (SV Fun-Ball Dortelweil)         | Matthias Kicklitz (Blau-Weiss Wittorf)       | Fabian Roth (TV Refrath)                    | Samuel Hsiao (1. BC Wipperfeld)             |
| 2023 | Matthias Kicklitz (Blau-Weiss Wittorf)       | Kai Schäfer (SV Fun-Ball Dortelweil)         | Max Weißkirchen (1. BC Beuel)               | Samuel Hsiao (1. BC Wipperfeld)             |
| 2024 | Matthias Kicklitz (Blau-Weiss Wittorf)       | Fabian Roth (TV Refrath)                     | Brian Holtschke (TV Refrath)                | Samuel Hsiao (1. BC Wipperfeld)             |
| 2025 | Fabian Roth (TV Refrath)                     | Sanjeevi Padmanabhan Vasudevan (1. BC Beuel) | Aaron Sonnenschein (1. BC Wipperfeld)       | Matthias Kicklitz (SV Fun-Ball Dortelweil)  |